# Juliordonnanzen
Juliordonnanzen (französisch Ordonnances de Juillet) ist die Bezeichnung für vier Verordnungen, die König Karl X. von Frankreich am 25. Juli 1830 im Schloss Saint-Cloud unterzeichnete. In Frankreich werden sie Ordonnances de Saint-Cloud oder Quatre Ordonnances genannt. Sie lösten die Julirevolution aus, die den Sturz Karls X. herbeiführte.

## Hintergrund
Karl X. war nicht bereit, in Frankreich eine parlamentarische oder konstitutionelle Monarchie als Regierungsform zu akzeptieren; er wollte als nahezu unumschränkter absoluter Monarch herrschen. Während seiner Regierung hatte er die von seinem älteren Bruder Ludwig XVIII. 1814 erlassene liberalere Verfassung (Charte constitutionnelle) immer weiter ausgehöhlt. Nachdem er durch für seine Regierung ungünstige Wahlen über keine Mehrheit mehr in der Deputiertenkammer verfügte und sich bei den von ihm deshalb für den Juli 1830 angesetzten Neuwahlen sogar eine Verstärkung dieses Trends abzeichnete, ließ der König die Juliordonnanzen ausarbeiten, mit denen er auf den erwarteten Misserfolg des von seinem engen Vertrauten Jules de Polignac geführten Kabinetts zu reagieren beabsichtigte. Seit dem 11. Juli 1830 wurden in allen Sitzungen des Ministerrats vornehmlich die Entwürfe für diese vier Verordnungen diskutiert. Am 20. Juli war die definitive Textfassung ausgearbeitet, die nach einer weiteren Lesung und Beschlussfassung vom 24. Juli durch Karl X. am nächsten Tag signiert werden sollte.
Trotz einer erfolgreichen Militärexpedition französischer Truppen gegen Algerien und des Appells Karls X. stärkten die Wähler die oppositionellen parlamentarischen Kräfte weiter, die zusammen auf insgesamt 274 Abgeordnetensitze kamen, während die Anhänger des Kabinetts Polignac nur über 143 Mandate verfügten. Dennoch zeichnete sich zunächst keine Revolution ab; die Wähler hatten ihre Missbilligung der Politik Polignacs ausgesprochen, nicht aber ihre grundsätzliche Infragestellung der Regierung Karls X. erklärt, so dass noch ein Kompromiss in Reichweite war.

## Anordnung, Inhalt und Verlautbarung der Juliordonnanzen
Am 25. Juli 1830 hielt Karl X. mit seinen Ministern im Schloss Saint-Cloud eine Sitzung an, in denen sie die vier Ordonnanzen unterzeichneten und damit endgültig absegneten. Diesen Schritt unternahm der König, obwohl ihm der russische Kaiser Nikolaus I., der französische Rechtsgelehrte Martial de Guernon-Ranville und selbst der ultraroyalistische Innenminister Pierre-Denis de Peyronnet davon abrieten. Polignac beruhigte den König in dieser Sitzung hinsichtlich möglicher Proteste in Paris nach der Proklamation der Verordnungen; es seien hierfür ausreichende militärische Sicherheitsvorkehrungen getroffen worden. Der Polizeipräfekt bekräftigte diese Behauptung Polignacs; er bürge mit seinem Kopf dafür, dass die Lage in Paris ruhig bleiben werde. Der König dankte seinen Ministern für ihre Unterstützung und meinte, dass schon alle früheren Kabinette unter Ludwig XVIII. sowie unter seiner eigenen Herrschaft Ziel heftiger Opposition gewesen seien, um ihnen das Regieren zu verunmöglichen. Er sehe keine Alternative zur Signierung der Ordonnanzen. Für ihn und die Ultraroyalisten kam ein Einlenken gegenüber den Forderungen der in der neugewählten Deputiertenkammer über eine große Majorität verfügenden liberalen Abgeordneten nicht infrage, da er hierin eine Verletzung seiner Autorität zu erkennen vermeinte. Stattdessen beharrte der König auf seiner Ablehnung einer parlamentarischen Monarchie. Damit bereitete er sich letztlich selbst sein politisches Ende.
Karl X. erließ die Juliordonnanzen unter Berufung auf die letzte Passage des Artikels 14 der Charte constitutionnelle, wonach der König ermächtigt war, die für die Durchführung der Gesetze und für die Staatssicherheit notwendigen Regelungen anzuordnen. Unter anderem wurde die zeitweilige Außerkraftsetzung der Pressefreiheit für alle regelmäßig herausgegebenen Journale verfügt. Andere, in Paris verlegte Publikationen benötigten der vorherigen Genehmigung des Innenministers. Erschienen sie außerhalb der Hauptstadt, musste zuerst der Präfekt des zuständigen Départements seine Zustimmung erteilen. Ferner wurde die Auflösung der eben erst gewählten, noch nicht zusammengetretenen Deputiertenkammer angeordnet, da die Wahlen nicht ordnungsgemäß abgelaufen seien. In diesem Zusammenhang war eine Einschränkung des Wahlrechts vorgesehen, um so der Regierung bei den am 6. und 13. September abzuhaltenden Neuwahlen eine genehmere Zusammensetzung der neuen Kammer zu sichern. In dieser sollte nur noch eine deutlich geringere Zahl von 258 Deputierten sitzen. Zuungunsten der bürgerlichen Schichten, die regierungskritisch votiert hatten, wurde ein stark erhöhter Wahlzensus eingeführt. Daher durften nun 75 % der vorher wahlberechtigten Bürger nicht mehr an Abstimmungen teilnehmen. Die Verordnungen wurden am Morgen des 26. Juli 1830 in der Regierungszeitung Le Moniteur veröffentlicht und sollten sofort gelten.

## Folgen
Die liberale Opposition sah in den von Karl X. verfügten Juliordonnanzen eine Provokation; sie würden dem Geist der liberalen Verfassung Ludwigs XVIII. zuwiderlaufen. Bereits am 27. Juli 1830, einen Tag nach Verkündigung dieser Verfügungen, begann die drei Tage währende Julirevolution, die zum Sturz Karls X. führte. Der König musste Frankreich verlassen; sein Nachfolger wurde der „Bürgerkönig“ Louis-Philippe I.